# Seseli tomentosum
Seseli tomentosum är en flockblommig växtart som beskrevs av Roberto de Visiani. Seseli tomentosum ingår i släktet säfferötter, och familjen flockblommiga växter. Inga underarter finns listade i Catalogue of Life.